# Haval H1
Der Haval H1 (früher auch Great Wall Haval M4 oder Great Wall M4) ist ein PKW der zu Great Wall Motor gehörenden Marke Haval. Es handelt sich dabei um ein kleines SUV, das der Hersteller zwischen den Modellen Haval M1 und Haval M2 einordnet. Im Gegensatz zu diesen wurde es aber bis 2013 nicht vollständig der Haval-Submarke zugerechnet, wo diese Bezeichnung samt Logo Great Wall ersetzt; stattdessen war hier Haval nur als Zusatz zur Modellbezeichnung zu sehen.

## 1. Generation (2012–2021)

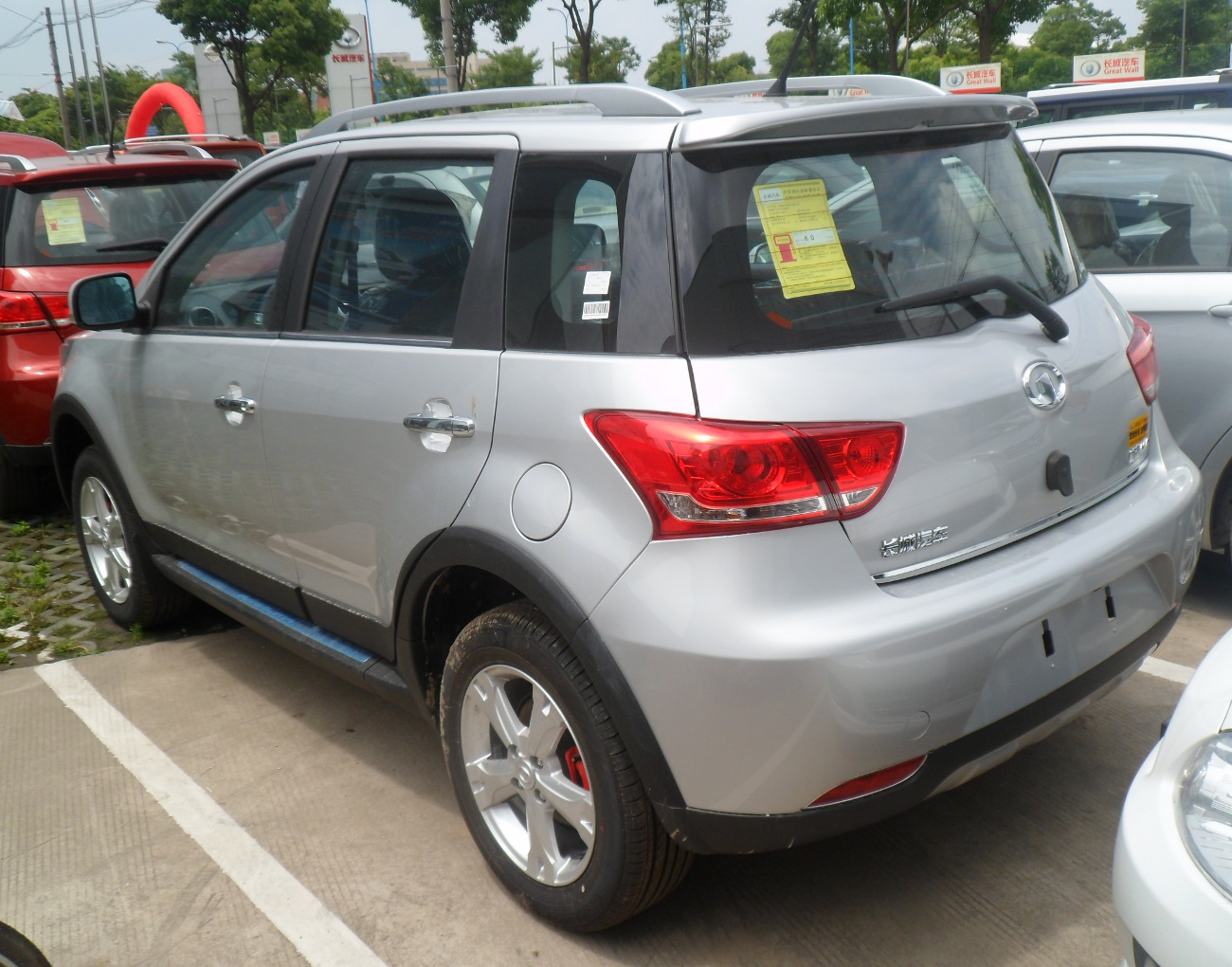
Heckansicht

Nach der Vorstellung auf der Shanghai Auto Show 2012 wurde der auf dem Tengyi Florid basierende Haval M4 ab dem 23. Mai 2012 auf dem chinesischen Markt angeboten. Entgegen wiederholt kursierenden Gerüchten, dass ein 1,3-Liter-Motor eingeführt würde, bot Great Wall lediglich eine Motorisierung in Form eines Benzinmotors mit 1,5 Litern Hubraum und VVT an. Dieser wird GW4G15 genannt und ist eine Eigenentwicklung des chinesischen Herstellers, besitzt aber große Ähnlichkeiten zu Toyotas 1NZ-FE. Serienmäßig ist der Motor an ein 5-Gang-Schaltgetriebe gekoppelt und treibt die Vorderräder an.
Bis zum Ende des Jahres 2012 hat Great Wall fast 50.000 Haval M4s in China verkauft.
Im September 2013 begann der Hersteller mit dem Export des M4, wobei auf die Submarke Haval zunächst komplett verzichtet wurde. Sukzessiv wurde das Modell anschließend in elf Ländermärkten, darunter Südafrika, Malaysia, Russland und Uruguay, eingeführt.

### Technische Daten
|                                             | 1.5 (Südafrika)       |
| Bauzeitraum                                 | 2012–2021             |
| Motorkenndaten                              |                       |
| Motortyp                                    | R4-Ottomotor          |
| Hubraum                                     | 1497 cm³              |
| max. Leistung bei min−1                     | 69 kW (94 PS) / 6000  |
| max. Drehmoment bei min−1                   | 130 Nm / 4000–4900    |
| Kraftübertragung                            |                       |
| Antrieb                                     | Vorderradantrieb      |
| Getriebe, serienmäßig                       | 5-Gang-Schaltgetriebe |
| Messwerte                                   |                       |
| Höchstgeschwindigkeit                       | 170 km/h              |
| Beschleunigung, 0–100 km/h                  | 10,0 s                |
| Kraftstoffverbrauch auf 100 km (kombiniert) | 7,2 l Super           |
| CO2-Emissionen (kombiniert)                 | 172 g/km              |
| Leergewicht                                 | 1106 kg               |
| Tankinhalt                                  | 45 l                  |

## 2. Generation (2014–2021)
In China wurde die erste Generation bereits im November 2014 durch eine neue Version ersetzt.